# Perizoma basaliata
Perizoma basaliata är en fjärilsart som beskrevs av Walker 1862. Perizoma basaliata ingår i släktet Perizoma och familjen mätare. Inga underarter finns listade i Catalogue of Life.